# Gare de Chavagnes-les-Redoux
La gare de Chavagnes-les-Redoux est une gare ferroviaire française, fermée, de la ligne des Sables-d'Olonne à Tours, située sur le territoire de la commune de la  Monsireigne, à proximité de la commune de Chavagnes-les-Redoux dans le département de la Vendée, en région Pays de la Loire. 
Elle est aujourd'hui fermée à tout trafic.

## Situation ferroviaire
Établie à 88 mètres d'altitude, la gare de Chavagnes-les-Redoux est située au point kilométrique (PK) 83,622 de la ligne des Sables-d'Olonne à Tours, entre les gares ouvertes de Chantonnay et de Pouzauges. Elle est séparée de Pouzauges par la gare fermée au trafic voyageur de la Meilleraie et est séparée de Chantonnay par la gare fermée de tout trafic de Sigournais.

## Histoire
Le 20 mai 1869 la décision est prise d'installer une station intermédiaire à « Chavagnes » pour la ligne de Napoléon-Vendée à Bressuire.
La gare n'est plus desservie par aucun train.

## Service des voyageurs
La gare est fermée à tout trafic. Auparavant, c'était un point d'arrêt non géré (PANG) à accès libre.